# FC Koper
Az FC Koper, vagy szponzorált nevén Luka Koper egy szlovén labdarúgócsapat Koper városából. Jelenleg a szlovén első osztályban szerepel.

## Névváltozások
- 1955–1990: NK Koper
- 1990–2002: FC Koper Capodistria
- 2002–2003: FC Koper
- 2003–2008: FC Anet Koper

2008 óta FC Luka Koper néven szerepel, azonban a szponzorált nevét csak hazai szinten használja.

## Története
A feljegyzések tanúsága szerint már egészen korán, valamikor az 1920-as évek elején felpezsdült a labdarúgóélet Koper városában. Az Aurora és a Meduza csapatainak egyesülésével 1955-ben egy új csapat formálódott, mely az NK Koper nevet kapta. Ezen a néven szerepelt különböző, alsóbb osztályú jugoszláv labdarúgó-bajnokságokban, és az egyik legsikeresebb szlovén klubként csatlakozott 1991-ben az első független szlovén labdarúgó-bajnokság elitmezőnyéhez.
A többnyire a szlovén élvonal hátsóbb helyeit lovagoló FC Koper Capodistria 1994-ben kiesett a másodosztályba, majd a következő években az első és a másodvonal között ingázott. A folyamatosan pénzügyi problémákkal küzdő csapat a 2000–01-es szezontól tudott stabilan az első osztály tagja lenni, 2002-ben pedig gazdasági megfontolásból FC Koper néven szerepelt mind az Intertotó-kupában, mind pedig a bajnokságban.
Két évadnyi középmezőnybeli szereplést követően az 1991-es csapat alapítója és fő támogatója, Georg Suban elhagyta a csődközelbe sodródott klubot, és a csapat több tagjával együtt az NK Murához távozott.
A csapat irányítását a szurkolók vették át, saját forrásokból próbálták fedezni a kiadásokat és megmenteni a klubot a végső felszámolástól. A 2005–06-os szezonban a kiesés ellen küzdő FC Koperhez Mladen Rudonja tért vissza, közbenjárására egy szerb-amerikai üzletember, Milan Madarić felvásárolta a klubot és kifizette a fennmaradt adósságokat. A biztos anyagi háttér az utolsó helyeket ostromló csapatból egy csapásra dobogóst varázsolt, majd az FC Koper fennállása során először elhódította a szlovén kupát is. Teljesítményét a 2007-es szezonban megismételte, majd 2010-ben, négy fordulóval a bajnokság befejezése előtt bebiztosította a klub fennállásának első bajnoki címét is.

## Sikerei
Szlovénia
- Bajnok:

1 alkalommal (2010)
- Kupagyőztes:

2 alkalommal (2006, 2007)
- Szuperkupa-győztes:

1 alkalommal (2010)

## Nemzetközi szereplése
| Idény     | Kupa                 | Forduló         | Klub             | 1. mérk. | 2. mérk. |
| --------- | -------------------- | --------------- | ---------------- | -------- | -------- |
| 2002      | Intertotó-kupa       | 1. forduló      | Helsingborgs IF  | 0-1      | 0–0      |
| 2003      | Intertotó-kupa       | 1. forduló      | NK Zagreb        | 1–0      | 2–2      |
| 2003      | Intertotó-kupa       | 2. forduló      | ZTS Dubnica      | 1–0      | 2–3      |
| 2003      | Intertotó-kupa       | 3. forduló      | PAE Egáleo       | 3–2      | 2–2      |
| 2003      | Intertotó-kupa       | Elődöntő        | sc Heerenveen    | 0–2      | 1–0      |
| 2006–2007 | UEFA-kupa            | 1. selejtezőkör | Liteksz Lovecs   | 0–1      | 0–5      |
| 2007–2008 | UEFA-kupa            | 1. selejtezőkör | NK Široki Brijeg | 1–3      | 2–3      |
| 2008–2009 | UEFA-kupa            | 1. selejtezőkör | Vllaznia Shkodër | 1–2      | 0–0      |
| 2010-2011 | UEFA-bajnokok ligája | 2. selejtezőkör | Dinamo Zagreb    | 1-5      | 3-0      |
| 2011-2012 | Európa-liga          | 1. selejtezőkör | Sahter Karagandi | 1-1      | 1-2      |

Megjegyzés: Az eredmények minden esetben az FC Koper szemszögéből értendőek, a félkövéren jelölt mérkőzéseket pályaválasztóként játszotta.